# Acanthobrama mirabilis
 Acanthobrama mirabilis és una espècie de peix cipriniforme de la família dels ciprínids que es troba al sud-oest d'Anatòlia.